# 長谷川徳海
長谷川 徳海（はせがわ よしうみ、1984年8月23日 - ）は、日本の男子ビーチバレーボール選手。

## 来歴
新潟県長岡市出身。友達に誘われて小学校6年生より、インドアバレーボールを始める。長岡市立西中学校、中越高校を経て、中央学院大学に進学。2006年ビーチバレージャパンカレッジで岩井浩二とペアを組み優勝。卒業と同時にビーチバレーに転向。　
井上真弥とペアを組み、2010年広州アジア競技大会で日本代表に選ばれ9位、2011年にはJBVツアーグランドチャンピオンに輝く。
2012年12月に上場雄也とペアを組み、プロビーチバレーチーム「Y2」を立ち上げる。
2013年、千葉県選抜チーム（現千葉ZELVA）からオファーを受けインドアに参戦。同年、NECレッドロケッツの内田暁子と結婚。
同年11月、ビーチバレー強化指定選手（男女各2名）に公募を経て選ばれた。
2015年4月より、妻・暁子とともにミキハウス所属となる。
清水啓輔とペアを組み、2018年アジア競技大会で日本代表に選ばれ9位。なお、同大会の女子ビーチバレーボールでは妻・暁子も日本代表に選ばれた。